# Varennes (Indre i Loara)
Varennes – miejscowość i gmina we Francji, w Regionie Centralnym, w departamencie Indre i Loara.
Według danych na rok 1990 gminę zamieszkiwały 214 osoby, a gęstość zaludnienia wynosiła 19 osób/km² (wśród 1842 gmin Regionu Centralnego Varennes plasuje się na 925. miejscu pod względem liczby ludności, natomiast pod względem powierzchni na miejscu 1082.).